# Bully Pool
Der Bully Pool ist ein See im Westen des australischen Bundesstaates Western Australia. 
Der See liegt im Verlauf des Murchison River bei Kalbarri.